# Joseph O’Mara

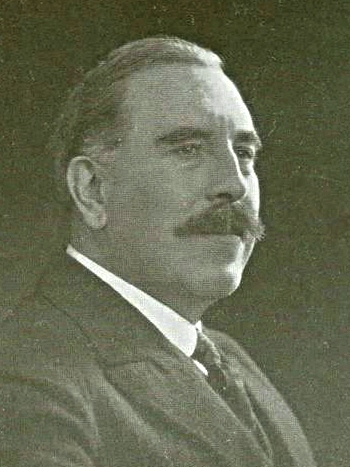
Joseph O’Mara (1911)

Joseph O’Mara (* 16. Juli 1864 in Limerick; † 5. August 1927 in Dublin) war ein irischer Opernsänger (Tenor) und Gründer der Operngesellschaft O’Mara Opera Company. Er galt als herausragender Interpret der Wagner-Opern, wobei die Titelrolle von Lohengrin zu seinen Paraderollen zählte. Sowohl als Sänger als auch als Produzent setzte er sich nachhaltig für die Wiederbelebung traditioneller irischer Musik und darauf aufbauender Opern ein.

## Leben
Joseph O’Mara wurde als zweitjüngstes von 13 Kindern in eine wohlsituierte Familie geboren, die zu den Nachfahren des Geschlechts der Ó Meára aus Toomevara gehört, das nordöstlich von Limerick im Norden des County Tipperary liegt. Die Familie gehörte zu den wenigen verbliebenen katholischen Landbesitzern der Region. Zwar wurde der Besitz um 1690 beschlagnahmt, aber es gelang unter Berufung auf den 1691 geschlossenen Vertrag von Limerick, einen Teil des Besitzes wieder zurückzugewinnen. Sein Vater, James O’Mara, verließ Toomevara um 1835, arbeitete in Clonmel in einer Textilfabrik und lernte dort Hanora Foley, die Tochter des Fabrikbesitzers kennen, die er heiratete und mit der er nach Limerick ging, wo er wenig später die O’Mara’s Bacon Factory gründete, die über mehrere Generationen hinweg florierte.
In Limerick besuchte Joseph O’Mara zunächst das Crescent College, eine von Jesuiten geführte Schule, wo er Gesangsunterricht durch John F. Murray erhielt. Zusätzlich sang er im Chor der St. Michael’s Church. Nach dem Abschluss der Schule und dem frühen Tod seiner Mutter, der ihn traumatisierte, heuerte er auf einem Linienschiff von Dundee nach Kalkutta an. Von der Seefahrt enttäuscht, kehrte er wieder nach Hause zurück und nahm das Angebot des Vaters an, in seinem Unternehmen zu arbeiten. Er nahm die Arbeit im Kirchenchor wieder auf, nahm Gesangsunterricht bei Theodor Gmür in Cork und sang von 1886 bis 1888 auch im Chor der Kathedrale. Er bewarb sich spontan und ohne das Wissen seines Vaters am Royal College of Music bei George Grove, was jedoch an der fehlenden Finanzierungszusage des Vaters scheiterte. Dies gab ihm jedoch den Mut, sich mit dem Einverständnis des Vaters 1889 nach Mailand zu begeben, wo er sich über zwei Jahre von Moretti unterrichten ließ.
Danach kehrte Joseph O’Mara nach Limerick zurück, hörte davon, dass Richard D’Oyly Carte in London eine neue Oper vorbereitete, bewarb sich dort und erhielt die Vertretung der an Ben Davies vergebenen Titelrolle in Arthur Sullivans neuer Oper Ivanhoe. O’Maras Operndebüt in dieser Rolle am 4. Februar 1891 im Royal English Opera House in Covent Garden war so erfolgreich, dass von da an die beiden sich die Rolle gleichmäßig teilten. Dies verschaffte ihm Anerkennung und weitere frühe Engagements. Dessen ungeachtet entschloss sich O’Mara, noch einmal nach Mailand zurückzukehren, um dort Unterricht bei Perini zu nehmen.
In London wurden in dieser Zeit die italienische Oper und Richard Wagner sehr populär durch den Impresario Augustus Harris (1852–1896), der über zwei Opernhäuser und hochrangige Sänger verfügte. 1893 wurde O’Mara von ihm eingeladen und engagiert für die Cavalleria rusticana, Pagliacci und Faust. Als das Ensemble auf Tournee unterwegs war, kamen noch Partien in Carmen, Lohengrin und Meistersinger hinzu. Im Oktober 1893 hatte O’Mara zum ersten Mal die Gelegenheit, vor heimischem Publikum aufzutreten, als das Ensemble im Dubliner Gaiety Theatre gastierte. Als O’Mara die Rolle des niederträchtigen Verräters Mike Murphy in Charles Stanfords neuer romantisch-komischen Oper Shamus O’Brien übernehmen sollte, erschien ihm der musikalische Anteil der Rolle zu gering, so dass Stanford eigens für ihn die Arie Ochone, when I used to be young komponierte. Die Oper war ungewöhnlich, weil sie nicht den italienischen Vorbildern folgte, sondern ähnlich wie zuvor Dvořák und Smetana folkloristische Themen und Musik-Elemente aufgriff. Sehr mutig war es, das irisch-nationale Thema der Rebellion von 1798 mit Elementen des Irish Folk zu verknüpfen und dies dem Londoner Publikum zu präsentieren. Die Uraufführung am 2. März 1896 war trotz dieser Herausforderung ein spektakulärer Erfolg; bereits im Mai des gleichen Jahres kam es zur fünfzigsten Aufführung. Ebenso erfolgreich startete die Oper am 5. Januar 1897 am Broadway Theatre in New York, wobei in der Kritik insbesondere die Stimme und die schauspielerische Variationsbreite von O’Mara hervorgehoben wurde. Etwa fünfzig Aufführungen gab es, bevor das Ensemble nach London zurückkehrte und eine Tournee begann, die im Oktober 1897 in Irland beendet wurde. Kein anderes der Opernwerke von Stanford hatte einen vergleichbaren Erfolg.
Im Juli 1902 wurde O’Mara in das von Charles Manner und Fanny Moody gegründete Ensemble als führender Tenor aufgenommen. Er übernahm u. a. die Rolle des Firmiano in der englischen Erstaufführung von Emilio Pizzis Rosalba sowie den Manrico im Troubadour und sang erneut den Faust. Im Folgejahr übernahm O’Mara den Roméo in Roméo et Juliette und in der romantischen Oper The Lily of Killarney von Jules Benedict die Rolle des Myles na Coppaleen. Als Charles Manners einen Preis von £ 250 aussetzte für die beste englische Oper, gewann Colin McAlpin diesen mit The Cross and the Crescent, die am 22. September 1903 in Covent Garden mit O’Mara in der Rolle des Constantine uraufgeführt wurde.

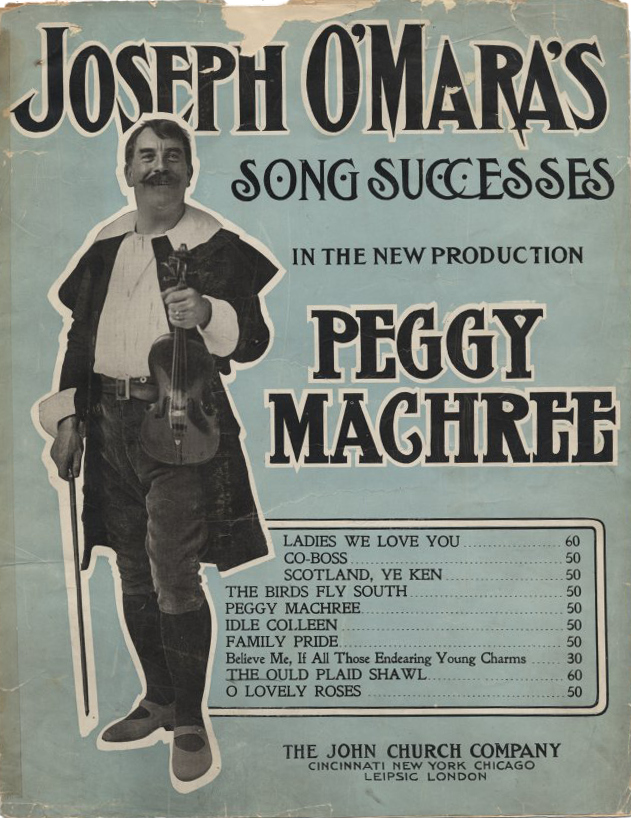
Titelseite eines Notenheftes mit den Liedern aus Peggy Machree mit einem Foto von Joseph O’Mara, der ab 1908 die Hauptrolle übernommen hatte.

Der in Dublin lebende Komponist Michelle Esposito wurde ebenfalls bekannt für seine Werke, die traditionelle irische Musik aufgriffen. Dazu gehörte die dramatische Kantate Deirdre, die Operette The Postbag und die populäre Oper The Tinker and the Fairy in einem Akt. Espositos Musik wurde mit weiteren Liedern von Clarence Lucas die Grundlage für das von Elizabeth Curtis O’Sullivan (unter dem Pseudonym Patrick Bidwell) geschriebene Musical Peggy Machree, das am 27. Dezember 1904 in London mit ihrem Ehemann Denis O’Sullivan als erstem Tenor uraufgeführt wurde. Ähnlich wie zuvor bei Shamus O’Brien kam es zu einer Amerika-Tournee mit der ersten Aufführung am 5. Januar in Chicago. Nachdem Denis O’Sullivan nur wenige Wochen später in Columbus, Ohio, überraschend verstarb, wurde O’Mara als Nachfolger gewonnen, um die Tournee fortsetzen zu können. O’Mara erreichte New York im Oktober nach einer Serie von Abschiedskonzerten in Irland und erklärte bei seiner Ankunft, dass es sein Anliegen sei, die irische Musik zu fördern mit der Wiederbelebung alter gälischer Balladen. Er sagte:

“There is a new school of Irish music now beginning to appear which promises well. […] An artist who can sing an Irish song well can sing anything. There is no audience so blasé that it will not enjoy a good Irish song well sung. The play in which I am to appear is really a dramatic vehicle for the introduction of a large number of Irish songs. Signor Esposito has arranged a number of beautiful old Irish melodies for me. My American tour, I hope, will refresh the love of the beauties of the ancient Irish airs.”

„Eine neue Schule der irischen Musik beginnt sich zu zeigen, die sehr vielversprechend ist. […] Ein Künstler, der ein irisches Lied gut singen kann, der kann alles singen. Es gibt kein Publikum, das so abgestumpft wäre, dass es sich nicht an einem guten irischen Lied erfreuen könnte, das gut gesungen wird. Das Musical, in dem ich zu sehen sein werde, ist in Wirklichkeit ein dramaturgisches Hilfsmittel zur Einführung einer Vielzahl irischer Lieder. Signor Esposito hat einige wunderschöne alte irische Melodien für mich arrangiert. Meine amerikanische Tournee, so hoffe ich, wird die Liebe an den Schönheiten alter irischer Weisen wiederbeleben.“

Die Tournee begann am 9. November in Philadelphia und erreichte den Broadway am 21. Dezember 1908, wo sie von der Kritik begeistert aufgenommen wurde.
Nach seiner Rückkehr nach London trat er 1910 der Thomas Beecham Opera Company bei und übernahm die Rolle des Florestan in Fidelio, den Faust von Gounod, den José in Carmen und den Mike Murphy in Shamus O’Brien.
1912 gründete er seine eigene Gesellschaft, die O’Mara Grand Opera Company, deren erster Tenor und Star er war. Zahlreiche irische Sänger gehörten der Truppe an, u. a. der Tenor Henry O’Dempsey, die Sopranistin Kathleen McCully, die Mezzosopranistin Florence Cahill und der Bariton John Browne. Eine der ersten Aufführungen war in Kingstown, südlich von Dublin. Im Folgejahr gab es ab dem 20. Oktober die erste größere Opernsaison im Dubliner Gaiety Theatre, die mit Les Huguenots mit O’Mara in der Rolle des Raoul de Nangis eröffnet wurde. Es folgten u. a. Faust und Lohengrin. Es folgten auch Touren durch englische Städte wie beispielsweise Birmingham mit Maritana von William Vincent Wallace, dem Troubadour, der Oper The Bohemian Girl von Michael William Balfe und den Wagner-Opern Tannhäuser und Lohengrin, am Bootle Metropole Theatre in Liverpool mit Carmen und am Gaiety Theatre in Manchester u. a. mit La Juive und Lily of Killarney. Ab 1919 hatte O’Maras Operngesellschaft jedes Jahr zwei Saisons mit jeweils vier Wochen im Februar und Juni. Dabei wurden auch einige Opern zum ersten Mal in Irland aufgeführt wie beispielsweise Puccinis Manon Lescaut.
Die irische Unabhängigkeit im Jahr 1921 führte zur Wiederbelebung der irischen Sprache, ein Anliegen, das bereits seit 1893 von der Conradh na Gaeilge gefördert wurde. Eine der ersten neuen Opern (opera nuadh), die nach der Unabhängigkeit entstanden, war die von Geoffrey M. Palmer komponierte Shruth na Maoile mit einem Libretto von Tomás Ó Ceallaigh, die im Juli 1923 von der O’Mara Opera Company im Gaiety Theatre in Dublin uraufgeführt wurde. Die Handlung der Oper folgt der irischen Legende Oidheadh Chlainne Lir in zwei Akten und greift traditionelle irische Weisen auf, die zum größten Teil der Sammlung von George Petrie und Patrick Weston Joyce entnommen wurden wie beispielsweise Kitty, Will You Marry Me im zweiten Akt. Drei Jahre später im August 1924 organisierte O’Mara eine Serie irischer Opern. Nach langer Pause konnte Shamus O’Brien nach dem Tod des Komponisten wiederaufgeführt werden. Stanford hatte dies zuletzt nicht zugelassen, offenbar um einen nationalistischen Kontext für seine Oper zu vermeiden. Erfolg war dem Unternehmen nicht beschieden, die Irish Times sah es als aus der Zeit gekommen an. Hinzu kamen Shruth na Maoile und die neue Oper Shaun the Post des Dubliner Komponisten Harold Robert White, die am 15. August im Dubliner Theatre Royal uraufgeführt wurde. Die Oper basiert auf dem Drama Arragh-na-Pogue von Dion Boucicault, das wie Shamus O’Brien in der Zeit der irischen Rebellion von 1798 spielt. Die Irish Times feierte die Aufführung als größtes Musikereignis in Dublin seit Jahren.
Am 8. März 1926 beendete O’Mara seine Karriere mit einem letzten Auftritt in der Titelrolle von Lohengrin. Der Tenor Cynlaid Gibbs übernahm die Leitung der Operngesellschaft, die noch bis 1934 bestand.

## Ehrungen
- Freedom of the City der Stadt Limerick am 2. Oktober 1908.[46]